# Alfred Waterhouse
Alfred Waterhouse (Liverpool, 19 de julio de 1830 - Yattendon, Berkshire, 22 de agosto de 1905) fue un arquitecto inglés, asociado particularmente con el estilo neogótico victoriano. Se le recuerda sobre todo por haber concebido el edificio central del Museo de Historia Natural de Londres, aunque también concibió una gran variedad de otros edificios a lo largo del país, como el Ayuntamiento de Mánchester. Financieramente hablando, Waterhouse fue probablemente el más exitoso de todos los arquitectos victorianos. Aunque se especializó en los estilos gótico y renacentista, Waterhouse no se limitó únicamente a estos estilos.

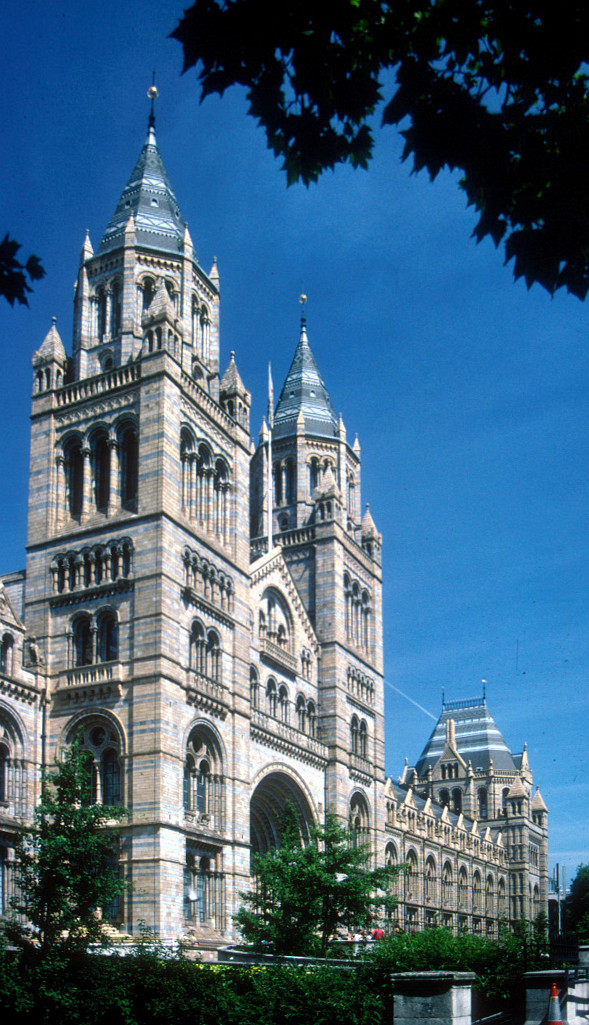
Museo de Historia Natural en South Kensington, Londres.

## Primeros años
Waterhouse nació el 19 de julio de 1830 en Aigburth, Liverpool, hijo de un rico propietario de molinos cuáquero. Sus hermanos fueron el contable Edwin Waterhouse, cofundador de la compañía Price Waterhouse que actualmente forma parte de PriceWaterhouseCoopers, y el abogado Theodore Waterhouse, quien fundó la firma de Waterhouse & Co. que sigue trabajando en la City de Londres.
Alfred Waterhouse fue educado en una escuela regida por cuáqueros, la Grove School de Tottenham cerca de Londres. Estudió arquitectura con Richard Lane en la Universidad de Mánchester, y pasó gran parte de su juventud viajando por Europa y estudiando en Francia, Italia y Alemania. A su regreso a Inglaterra, Alfred estableció su propia firma de arquitectura en Mánchester.
Waterhouse siguió trabajando en Mánchester durante doce años, hasta que se trasladó a Londres en 1865. Los primeros encargos de Waterhouse fueron edificios privados, pero su éxito como diseñador de edificios públicos quedó asegurada en 1859 cuando ganó la competición abierta para el edificio de las cortes de lo penal (Manchester Assize Courts, hoy en día ya demolido). Esta obra mostró su habilidad para planear un edificio complicado a gran escala, pero también lo marcó como campeón de la causa gótica.
En 1860 se casó con Elizabeth Hodgkin (1834-1918), la hermana del historiador Thomas Hodgkin.

## Edificios privados en el condado de Durham
Waterhouse tenía relaciones con poderosos industriales cuáqueros a través del colegio, el matrimonio y la afiliación religiosa. Muchas de estas relaciones cuáqueras le encargaron diseñar y erigir mansiones en el campo, especialmente en zonas cercanas a Darlington. En Hurworth-on-Tees Waterhouse construyó Pilmore Hall para Alfred Backhouse, así como The Grange en Hurworth, que Alfred Backhouse le había encargado como un regalo de boda para su sobrino, James E. Backhouse. Este edificio es conocido actualmente como Hurworth Grange Community Centre. Otra mansión para la familia Backhouse diseñada y construida por Waterhouse fue Dryderdale Hall, cerca de Hamsterley.

## Estudio en Londres

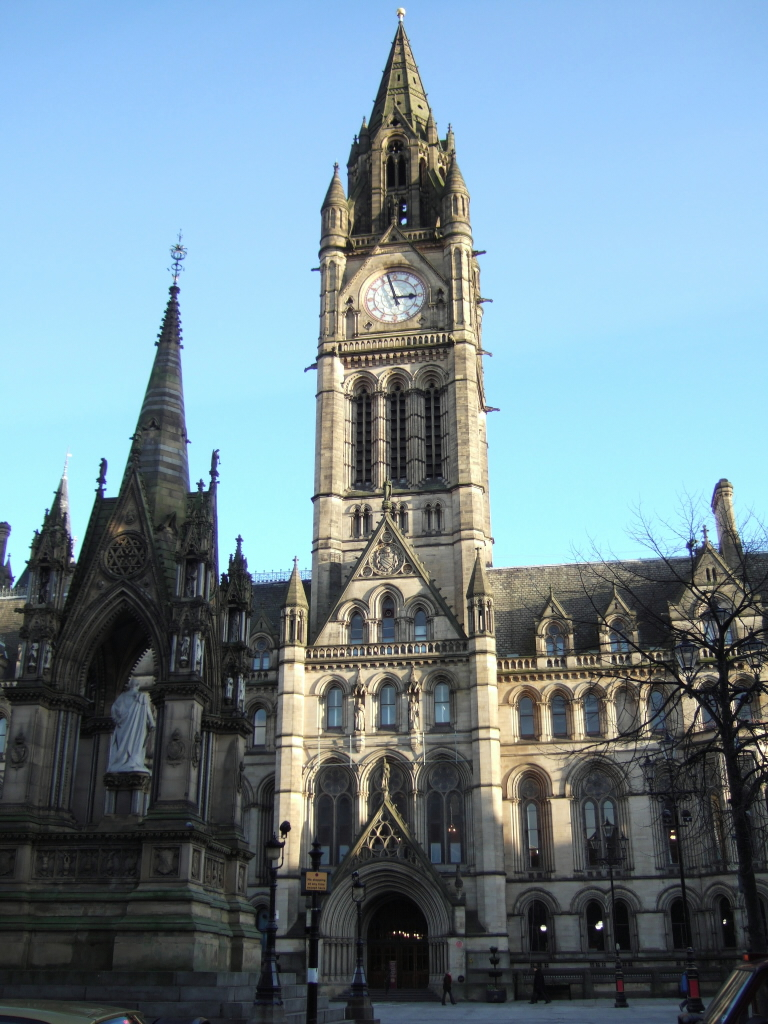
Ayuntamiento de Mánchester.

En 1865, Waterhouse fue uno de los arquitectos seleccionados para competir por las Royal Courts of Justice. El nuevo University Club of New York fue emprendido en 1866. En 1868 y nueve años después de su obra en el edificio de las cortes Manchester Assize Courts, otra competición le aseguró a Waterhouse el diseño del Ayuntamiento de Mánchester, donde fue capaz de mostrar un manejo más firme y original del estilo gótico. El mismo año se vio involucrado en la reconstrucción de parte del Caius College, Cambridge; esta no fue su primera obra universitaria, pues ya había trabajado en el Balliol College, Oxford en 1867, y los nuevos edificios de la Sociedad Cambridge Union, en 1866.
En Caius, en deferencia por el tratamiento renacentista de las partes más antiguas del college, este elemento gótico se mezcló intencionadamente con el detalle clásico, mientras que Balliol y Pembroke College, Cambridge, que le siguieron en 1871, son típicos del estilo de la mitad de su carrera con la tradición gótica moderada por el gusto individual y por adaptación a las necesidades modernas. Girton College, Cambridge, un edificio de tipo más sencillo, data originariamente del mismo periodo (1870), pero ha sido periódicamente alargado por ulteriores edificios. Dos importantes obras privadas fueron emprendidas en 1870 y 1871 respectivamente — Eaton Hall en Cheshire para el Duque de Westminster, y Heythrop Hall, Oxfordshire, este último una restauración de un tipo clásico bastante estricta.
Waterhouse recibió, sin concurso, el encargo de erigir el Museo de Historia Natural en South Kensington (1873–1881), un diseño que marca una época en el uso moderno de la terracotta arquitectónica y que se iba a convertir en su obra más conocida. Las otras obras londinenses de Waterhouse incluyen el National Liberal Club (un estudio en composición renacentista), University College Hospital, la Surveyors' Institution en Great George Street (1896), y el Jenner Institute of Preventive Medicine en Chelsea (1895).
Desde finales de los años 1860, Waterhouse vivió en la región de Reading y fue responsable de varios edificios significativos allí. Entre ellos sus propias residencias en Foxhill House (1868) y Yattendon Court (1877), junto con el Ayuntamiento de Reading (1875) y la Escuela de Reading (1870). Foxhill House aún se usa por la Universidad de Reading, como su Whiteknights House (construida para su padre) y East Thorpe House (construida en 1880 para Alfred Palmer).